# Darold Treffert
Darold A. Treffert (* 12. März 1933 in Fond du Lac, Wisconsin; † 14. Dezember 2020 ebenda) war ein amerikanischer Psychiater und Forscher, der sich seit 1962 speziell mit dem „Savant-Syndrom“ beschäftigte. Er war unter anderem für seine Mitarbeit an dem Film Rain Man (1988) bekannt.

## Werdegang
Darold Treffert schloss sein Studium 1958 an der Wisconsin Medical School ab. Es folgte ein Praktikum in Eugene (Oregon) und eine Tätigkeit als Residenzarzt in der Psychiatrie am Universitätsklinikum in Madison (Wisconsin). Er wechselte 1962 zum Winnebago Mental Health Institute. Hier baute er die Abteilung für Kinder und Heranwachsende auf. 1964 bis 1979 war Darold Treffert Superintendent des Instituts. Hiernach war er in seiner eigenen psychiatrischen Praxis und gleichzeitig als Leiter des Fond du Lac County Health Care Center tätig und war zusätzlich ärztlicher Direktor der Einheit für Alkoholismus-Rekonvalesenz am St. Agnes Hospital in Fond du Lac. Von diesen Positionen trat er 1991 zurück, um sich seiner Praxis und dem Schreiben zu widmen.

## Werk
Darold Treffert galt als einer der führenden Experten zum Savant-Syndrom. Er trat häufig in Fernsehsendungen wie z. B. Expedition ins Gehirn auf, um für Aufmerksamkeit für Autismus und das Savant-Syndrom zu werben.
Treffert verfasste zwei Bücher zum Thema Savant-Syndrom. Das Buch Extraordinary People: Understanding “Idiot Savants” vermittelt laut Publishers Weekly dem Leser das Staunen des Autors über die unglaubliche Begabung dieser ansonsten grausam benachteiligten Menschen und ihrer Familien. Das Buch wurde 2006 in einer erweiterten Ausgabe herausgegeben. In seinem Buch 2010 erschienenen Buch Islands of genius: The bountiful mind of the autistic, acquired, and sudden savant befasste sich Treffert mit der Frage, wie das Gehirn der Savants arbeitet und ob es auch für Nichtbetroffene möglich sei, die außergewöhnlichen Begabungen zu wecken. Nach Psycnet würde das Buch jeden faszinieren, der am Savant-Syndrom interessiert ist, und es sei auch hilfreich für Therapeuten, Lehrer und Angehörige von Betroffenen.